# Communauté de communes d'Axe-Sud

Carte d'une partie des différents groupements de communes de l’unité urbaine de Toulouse (Axe-Sud en gris entre Muretain et Toulouse Métropole

La communauté de communes d'Axe-Sud est une ancienne communauté de communes française de la  Haute-Garonne.
Elle disparait le 31 décembre 2016 au profit de la communauté d'agglomération du Muretain Agglo.

## Communes adhérentes
| Nom            | Code Insee | Gentilé      | Superficie (km2) | Population (dernière pop. légale) | Densité (hab./km2) |
| -------------- | ---------- | ------------ | ---------------- | --------------------------------- | ------------------ |
| Roques (siège) | 31458      | Roquois      | 9,30             | 4 402 (2014)                      | 473                |
| Frouzins       | 31203      | Frouzinois   | 7,91             | 8 815 (2014)                      | 1 114              |
| Lamasquère     | 31269      | Lamasquérois | 6,11             | 1 422 (2014)                      | 233                |
| Seysses        | 31547      | Seyssois     | 25,26            | 8 193 (2014)                      | 324                |

## Historique
Créée le 1er janvier 1998, elle disparait le 31 décembre 2016 au profit de la communauté d'agglomération du Muretain Agglo.

## Démographie
| 1968  | 1975  | 1982   | 1990   | 1999   | 2009   | 2011   | 2012   | 2013   |
| ----- | ----- | ------ | ------ | ------ | ------ | ------ | ------ | ------ |
| 4 897 | 7 019 | 10 154 | 12 392 | 15 543 | 20 261 | 21 394 | 21 827 | 22 236 |

| 2014   | - | - | - | - | - | - | - | - |
| ------ | - | - | - | - | - | - | - | - |
| 22 832 | - | - | - | - | - | - | - | - |

## Administration
| Période | Période          | Identité             | Étiquette | Qualité          |
| ------- | ---------------- | -------------------- | --------- | ---------------- |
| 2008    | 2014             | Jean-Claude Commenge | PS        | Maire de Roques  |
| 2014    | 31 décembre 2016 | Alain Pace           | PS        | Maire de Seysses |

## Compétences
- Aménagement du territoire
- Développement économique
- Environnement : collecte, élimination et valorisation des déchets ménagers et assimilés, propreté de la voirie, gestion de la déchèterie
- Emploi
- École de musique
- Restauration scolaire
- Petite enfance

## Agglomération toulousaine
D'autres communautés intercommunales existent dans l'unité urbaine toulousaine en 2014 :
1. Toulouse Métropole : 734 914 habitants (2013)
2. Communauté d'agglomération du Muretain : 89 596 habitants (2013)
3. Communauté d'agglomération du Sicoval : 72 662 habitants (2013)
4. Le Grand Ouest Toulousain Agglomération : 37 189 habitants (2013)
5. Communauté de communes de Save et Garonne : 26 089 habitants (2013)
6. Communauté de communes du Frontonnais : 24 609 habitants (2013)
7. Communauté de communes des coteaux du Girou : 20 614 habitants (2013)
8. Communauté de communes des Coteaux-Bellevue : 18 868 habitants (2013)